# Joel Ngandu Kayamba
Joel Ngandu Kayamba (* 17. dubna 1992 Kinshasa) je konžský profesionální fotbalista, který hraje na pozici křídelníka za kazašský klub Atyrau a hrál i za konžský národní tým.

## Klubová kariéra
Dle oficiálních záznamů se narodil dne 17. dubna 1992, podle vyjádření tehdejšího pardubického trenéra Jiřího Krejčího byl ale „ostaršen“. Hrával za konžský celek Sharks XI FC z Kinshasy. Poté odjel za svým otcem do Francie. V roce 2013 přestoupil do českého klubu FC Hlinsko hrajícího krajský přebor. V roce 2013 a 2015 hostoval v klubech 1. FK Příbram, respektive FC Hradec Králové, kde hrál v mládežnických výběrech Juniorskou ligu. Roku 2015 přestoupil do druholigového FK Pardubice. Zde odehrál dvě sezóny, část z nich strávil v béčku.

### SFC Opava
Roku 2017 přestoupil do taktéž druholigového SFC Opava. Ve své premiérové sezóně odehrál 28 ligových utkání, vstřelil 10 branek a vybojoval zde postup do první ligy. Získal ocenění pro nejlepšího hráče měsíce října ve Fortuna národní lize a umístil se na třetím místě v anketě o hráče sezóny.

### FC Viktoria Plzeň
V září 2018 se dohodl na přestupu s celkem úřadujícího mistra FC Viktoria Plzeň. S plzeňským týmem podepsal smlouvu na čtyři roky s tím, že podzimní část soutěže dohraje v Opavě. Dle předsedy představenstva Opavy Marka Hájka byla částka, kterou opavský klub za přestup obdržel, vyšší než za Libora Kozáka přestupujícího do italského týmu SS Lazio z roku 2008. Dle neoficiálních informací se jednalo o necelých 20 miliónů korun. Kayamba se tak stal nejdražším hráčem Opavy v historii klubu. S klubem v sezoně 2021/22 nejvyšší české soutěže získal titul.

### FC Atyrau
Dne 16. února 2024 podepsal roční smlouvu v kazašském klubu Atyrau.

### Souhrn
Aktuální k 5. červnu 2019
| Klubová statistika    | Klubová statistika | Klubová statistika | Liga   | Liga | Pohár  | Pohár | Kontinentální | Kontinentální | Celkem | Celkem |
| Klub                  | Sezóna             | Liga               | Zápasů | Gólů | Zápasů | Gólů  | Zápasů        | Gólů          | Zápasů | Gólů   |
| --------------------- | ------------------ | ------------------ | ------ | ---- | ------ | ----- | ------------- | ------------- | ------ | ------ |
| 1. FK Příbram U21     | 2013/14            | JunL               | 9      | 7    | —      | —     | —             | —             | 9      | 7      |
| FC Hradec Králové U21 | 2014/15            | JunL               | 16     | 2    | —      | —     | —             | —             | 16     | 2      |
| FK Pardubice          | 2015/16            | FNL                | 9      | 0    | 3      | 0     | —             | —             | 12     | 0      |
| FK Pardubice B        | 2015/16            | Krajský přebor     | 10     | 8    | —      | —     | —             | —             | 10     | 8      |
| FK Pardubice          | 2016/17            | FNL                | 24     | 1    | 3      | 0     | —             | —             | 27     | 1      |
| FK Pardubice B        | 2016/17            | Divize C           | 2      | 1    | —      | —     | —             | —             | 2      | 1      |
| SFC Opava             | 2017/18            | FNL                | 28     | 10   | 3      | 0     | —             | —             | 31     | 10     |
| SFC Opava             | 2018/19            | Fortuna:Liga       | 14     | 3    | 3      | 1     | —             | —             | 17     | 4      |
| FC Viktoria Plzeň     | 2018/19            | Fortuna:Liga       | 14     | 0    | 0      | 0     | 2             | 0             | 16     | 0      |
| Celkem za kariéru     | Celkem za kariéru  | Celkem za kariéru  | ?      | ?    | ?      | ?     | ?             | ?             | ?      | ?      |

## Osobní život
V Česku se oženil, z manželství vzešly dvě děti. Domluví se jazykem lingala, francouzsky, anglicky a česky.